# Montsecbelus solutus
Montsecbelus solutus is een keversoort uit de familie Belidae. De wetenschappelijke naam van de soort is voor het eerst geldig gepubliceerd in 1985 door Whalley & Jarzembowski.